# Rehbusch
Der Rehbusch ist der Flurname eines 7,86 Hektar großen Mischwaldgebiets in der Gemeinde Hüllhorst im Kreis Minden-Lübbecke. Es liegt auf dem Gebiet der bis 1973 selbstständigen  Gemeinde Huchzen, deren größtes Waldgebiet es war. Heute gehört der Wald zum Ortsteil Tengern.
Die Höhe über dem Meeresspiegel beträgt zwischen 73 und 78 Meter. Der Boden besteht aus feinsandigem Lösslehm und ist feucht bis sehr feucht, stellenweise auch sumpfig. Das Bodengestein ist dem Pleistozän zugeordnet. Die Waldung befand sich bis zur Umstrukturierung des Landesbetriebs Wald- und Holz im Zuständigkeitsbereich des Forstamts Minden. Seit 2007 ist demnach das Regionalforstamt Ostwestfalen-Lippe zuständig.
In Hüllhorst ist die ostwärts des Waldstücks gelegene Straße Zum Rehbusch nach dem Waldstück benannt.